# Erik Lindegren

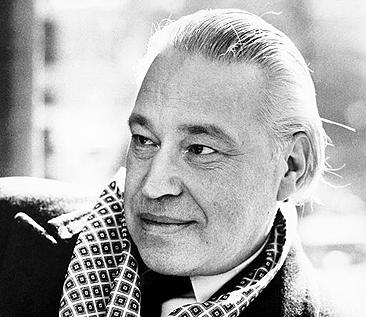
Erik Lindegren (1954)

Johan Erik Lindegren (* 5. August 1910 in Luleå; † 31. Mai 1968 in Stockholm) war ein schwedischer Lyriker, Literaturkritiker und Übersetzer; er war von 1962 bis 1968  Mitglied der Schwedischen Akademie, wo er den Sitz Nr. 17 innehatte.

## Leben und Werk
Erik Lindegren war der Sohn eines Eisenbahningenieurs und ein Enkel des Komponisten Johan Lindgren. Bereits als Schüler schrieb er erste Gedichte und befasste sich intensiv mit moderner ausländischer Lyrik. 1937 lernte er den Schriftsteller Karl Vennberg kennen; gemeinsam übersetzten sie Eliots Mord im Dom. Beide führten sie die „Gruppe 1940“ an, in der sich schwedische Lyriker ihrer Generation zusammengeschlossen hatten. In dieser Zeit entstand seine Gedichtsammlung Der Mann ohne Weg, die 1942 zunächst als Privatdruck erschien, da Lindegren keinen Verleger fand. In einigen der darin enthaltenen 40 Sonette wird auf die deutsche Besetzung Norwegens angespielt. Der Band zeigte die Skepsis und das verzweifelte Suchen einer neuen Dichtergeneration und veranlasste zu Diskussionen über Form und Inhalt von Dichtung.
1942 wurde Lindegren Kulturredakteur bei der Aftontidnungen. Er schrieb Literaturkritiken für zahlreiche Periodika, unter anderen für Bonniers Literaturmagazin und die Zeitungen Dagens Nyheter und Stockholms-Tidningen. Von 1948 bis 1950 war er Herausgeber der avantgardistischen Literaturzeitschrift Prisma. Lindegren übersetzte unter anderen Saint-John Perse, Nelly Sachs,
Dylan Thomas, Rainer Maria Rilke und Paul Claudel. Er verfasste Opernkritiken und schrieb einige Libretti, zum Beispiel zu zwei Opern des Komponisten Karl-Birger Blomdahl: Aniara (Uraufführung 1959) von Harry Martinson und Hjalmar Bergmans Herr von Hancken (Uraufführung 1965 in der Königlichen Oper Stockholm). Er verstarb am 31. Mai 1968 in Stockholm.
Zusammen mit Gunnar Ekelöf gehört Lindegren zu den führenden Vertretern der 1940er und 1950er Jahre. Seine „Gedichte sind besonders komprimiert mit überwältigend starken Bildern und Symbolen“, seine späteren Gedichte sind „freier in der Form, getragen von großer Musikalität.“
Die nordschwedische Stadt Luleå vergibt alle zwei Jahre den mit 50.000 Kronen dotierten Erik-Lindegren-Preis.

## Zitat
„någonstans inom oss är vi alltid här och nu / är vi alltid du intill förväxling och förblandning / är vi plötsligt undrans under och förvandling / brytande havsvåg, roseneld och snö.
Irgendwo in uns sind wir immer hier und jetzt / sind wir immer du bis zur Verwechslung und Vertauschung / sind wir plötzlich der Verwundrung Wunder und Verwandlung / brandende Woge, Rosenfeuer und Schnee.“

## Auszeichnungen
- 1947: Svenska Dagbladet Literaturpreis
- 1954: Litteraturfrämjandets Großer Preis
- 1958: Bellman-Preis
- 1961: Großer Preis des Samfundet De Nio

## Veröffentlichungen

### Schwedische Originalausgaben (Auswahl)
- 1942: Mannen utan väg (Der Mann ohne Weg)
- 1946: Tal i egen sak (Plädoyer in eigener Sache)
- 1947: Sviter (Suiten)
- 1954: Vinteroffer (Winteropfer)
- 1962: Dag Hammarskjöld

### Übersetzungen aus dem Deutschen
- Nelly Sachs: Än hyllar döden livet. Dikter. Bonnier, Stockholm 1966
- Nelly Sachs: Dikter. Übersetzung zusammen mit Olof Lagercrantz und Gunnar Ekelöf. Bonnier, Stockholm 1967
- Rainer Maria Rilke: Duineser Elegien / Duinoelegierna. Deutsch und Schwedisch. Bonnier, Stockholm 1998, ISBN 91-0-056810-4

### Deutsche Ausgaben
- Weil unser einziges Nest unsere Flügel sind. Auswahl und Übersetzung: Nelly Sachs, Mit einem Vorwort von Bengt Holmqvist; Luchterhand, Neuwied 1963